# Myrmica samnitica
Myrmica samnitica је инсект из реда Hymenoptera и фамилије Formicidae. 

## Угроженост
Ова врста се сматра рањивом у погледу угрожености врсте од изумирања.

## Распрострањење
Италија је једино познато природно станиште врсте.

## Станиште
Врста Myrmica samnitica има станиште на копну.